# Макбет, Энн
Энн Макбет (англ. Ann Macbeth; 1875, Болтон — 1948, Патердейл, Камбрия) — шотландская художница и писательница, мастер вышивки и дизайнер стиля модерн, член художественной группы «Глазго гёрлс».

## Биография

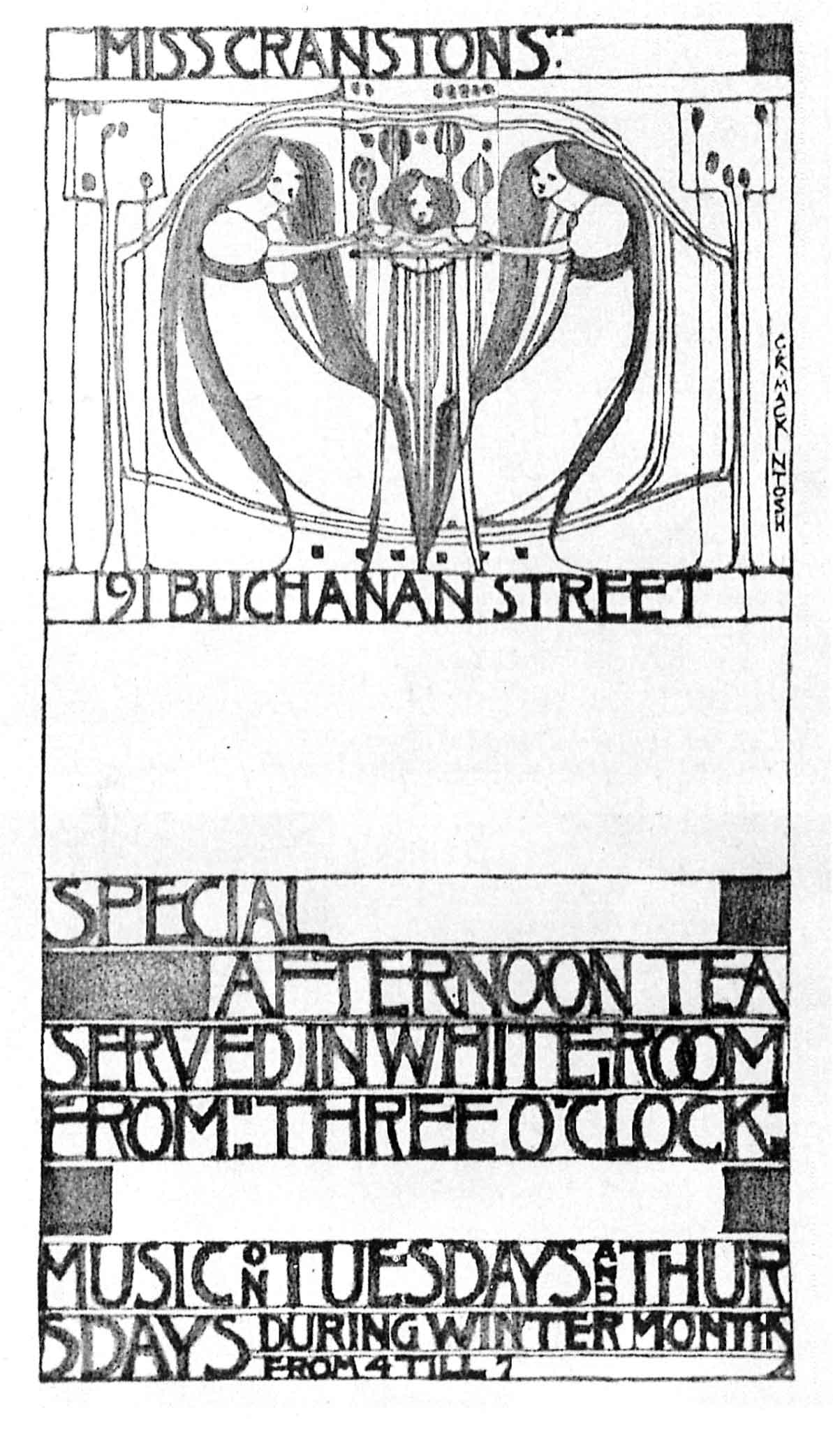
Плакат салона миссис Кранстон

Э. Макбет родилась в 1875 году в семье инженера. Была старшей из девяти детей. Обучалась в Школе искусств Глазго и с 1911 года возглавляла отделение вышивки в этой Школе. Как дизайнер по тканям она сотрудничала с художниками Чарльзом Р. Макинтошем и его супругой Маргарет. В течение длительного времени работы Э. Макбет экспонировались в чайном салоне миссис Кранстон, где обычно в Глазго проходили выставки авангардного и модернистского искусства начала XX столетия. Макбет выполняла дизайнерские работы также для некоторых фирм, производивших ткани и одежду (например, для Liberty & Co); её вышивки украшают кафедральный собор Глазго.
Э. Макбет является автором 5 книг, посвящённых художественному вышиванию. Последние 27 лет своей жизни художница провела в небольшом городке Патердейл (графство Камбрия). В местной церкви Святого Патрика хранится коллекция её вышивок.